# Cooper Helfet
Cooper Helfet (Kentfield, 2 giugno 1989) è un giocatore di football americano statunitense che gioca nel ruolo di tight end nella National Football League (NFL). Al college ha giocato a football alla Duke University.

## Carriera professionistica

### Seattle Seahawks
Dopo non essere stato scelto nel Draft NFL 2012, il 16 maggio 2012 Helfet firmò coi Seattle Seahawks. Dopo avere passato le prime due stagioni nella squadra di allenamento, debuttò come professionista nella settimana 3 della stagione 2014 contro i Denver Broncos. Nella settimana 7, partito per la prima volta come titolare contro i St. Louis Rams, segnò il primo touchdown in carriera su passaggio di Russell Wilson, in una gara terminata con 3 ricezioni per 61 yard. La seconda marcatura la segnò nella settimana 12 nella vittoria casalinga di Seattle su Cardinals, la squadra col miglior record della lega in quel momento. La sua stagione si chiuse con 12 ricezioni per 185 yard e 2 touchdown in dieci presenze, di cui due come titolare.

## Palmarès

### Franchigia
- Super Bowl : 1

Seattle Seahawks: Super Bowl XLVIII
- National Football Conference Championship: 2

Seattle Seahawks: 2013, 2014

## Statistiche
| Partite totali      | 24  |
| Partite da titolare | 4   |
| Ricezioni           | 25  |
| Yard su ricezione   | 315 |
| Touchdown           | 2   |

Statistiche aggiornate alla stagione 2015